# Steven Geray
Steven Geray (nacido como István Gyergyai, 10 de noviembre de 1904-26 de diciembre de 1973) fue un actor de cine estadounidense nacido en Hungría que apareció en más de 100 películas y docenas de programas de televisión.
Geray apareció en numerosas películas famosas, incluyendo Spellbound (1945) y To Catch a Thief (1955) de Alfred Hitchcock, All About Eve (1950) de Joseph L. Mankiewicz y Gentlemen Prefer Blondes de Howard Hawks. . Sin embargo, fue en el cine negro donde se convirtió en un elemento fijo, participando en más de una docena de películas del género. Entre ellos se encontraban La máscara de Dimitrios (1944), Gilda (1946), The Unfaithful (La infiel) (1947), En un lugar solitario (1950) y The House on Telegraph Hill (1951). 

## Biografía
Geray nació el 10 de noviembre de 1904, como István Gyergyai en Ungvár, Austria-Hungría  (ahora Uzhhorod, Ucrania ) y se educó en la Universidad de Budapest. 

## Trayectoria
Geray hizo su primera aparición teatral en el Teatro Nacional de Hungría con su nombre real y después de casi cuatro añosdebutó en los escenarios de Londres (como Steven Geray) en 1934, apareció en Happy Week-End!. Comenzó a aparecer en películas de habla inglesa en 1935 y se mudó a Hollywood en 1941. Apareció junto a su esposa, Magda Kun, con quien se casó en 1934, en la película Dance Band de 1935.
La presión política provocó la salida de Geray de Europa. Su acto en el Folies Bergère incluyó personificaciones de Adolf Hitler y Benito Mussolini, que provocaron la ira de los gobiernos de Alemania e Italia. Geray no prestó atención a sus advertencias de detener las representaciones. Así que, después de recibir una paliza se mudó a Hollywood.
Geray fue elegido para el papel principal de una película negra de bajo presupuesto So Dark the Night (1946). Incluso con su presupuesto limitado, recibió críticas positivas y permitió a su director Joseph H. Lewis dirigir más tarde películas de categoría A.
Durante su mejor momento en el cine, Geray apareció en muchas películas de primer nivel, incluidas Spellbound (1945) y Atrapa a un ladrón (1955) de Alfred Hitchcock, Eva al desnudo (1950) de Joseph L. Mankiewicz y Gentlemen de Howard Hawks . Prefiero rubias (1953). Encontró un nicho en películas de crímenes y aventuras como Background to Danger (1943), Appointment in Berlin (1943) y A Bullet for Joey (1955), pero fue en el cine negro donde se convirtió en un elemento fijo. Entre sus castings en el género se encuentran La máscara de Dimitrios (1944), Cornered (1945), Deadline at Dawn (1946), Gilda (1946), The Unfaithful (1947), The Dark Past (1948), In a Lonely Place ( 1950), La segunda mujer (1950), A Lady Without Passport (1950), Mujer fugitiva (1950), The House on Telegraph Hill (1951), Un asunto en Trinidad (1952) y New York Confidential (1955).
Geray continuó trabajando en televisión y cine hasta la década de 1960. Entre ellos una aparición especial en Perry Mason en 1962 como el extorsionador y víctima de asesinato Franz Moray en "El caso de la hermana suplente", tres episodios de The George Burns and Gracie Allen Show como el diseñador de vestuario francés Gaston Broussard en 1956, incluido el exagerado "A Paris Creation" y varios papeles de médico en The Danny Thomas Show.

## Vida privada
Geray murió el 26 de diciembre de 1973 en Los Ángeles, California. Fue incinerado y sus cenizas entregadas a su esposa.

## Filmografía
- Mária növér (1929)
- Kiss Me, Darling (1932) - Pali, medikus
- Spring Shower (1932) - Urasági intézõ
- Flying Gold (1932) - Bálint György, az Esti Hírek újságírója
- Romance in Budapest (1933)
- Stolen Wednesday (1933) - Tamás István, rádióriporter
- Dance Band (1935) - Steve Sarel
- The Student's Romance (1935) - Mickey
- A Star Fell from Heaven (1936) - Willi Wass
- Let's Make a Night of It (1937) - Luigi
- Modern Girls (1937) - Székely Feri
- Family Bonus (1937) - Kovács Péter
- Premiere (1938) - Frolich
- Lightning Conductor (1938) - Morley
- Inspector Hornleigh (1939) - Michael Kavanos
- Dark Streets of Cairo (1940) - Bellboy
- Man at Large (1941) - Karl Botany, alias C.B. Haldane
- The Shanghai Gesture (1941) - Man in Casino Helping Boris (uncredited)
- Blue, White and Perfect (1942) - Vanderhoefen
- A Gentleman at Heart (1942) - Don Fernando
- Castle in the Desert (1942) - Dr. Retling
- Secret Agent of Japan (1942) - Alecsandri
- The Wife Takes a Flyer (1942) - Gestapo Agent (uncredited)
- The Mad Martindales (1942) - Jan Van Der Venne
- Eyes in the Night (1942) - Mr. Anderson
- The Moon and Sixpence (1942) - Dirk Stroeve
- Once Upon a Honeymoon (1942) - Café Waiter (uncredited)
- Assignment in Brittany (1943) - Priest (uncredited)
- Above Suspicion (1943) - Anton - Woodcarver (uncredited)
- Night Plane from Chungking (1943) - Rev. Dr. Ven Der Lieden
- Henry Aldrich Swings It (1943) - Frank 'Silky' Ganz (uncredited)
- Pilot #5 (1943) - Major Eichel
- Background to Danger (1943) - Ludwig Rader (uncredited)
- Appointment in Berlin (1943) - Henri Rader (uncredited)
- Hostages (1943) - Mueller
- Phantom of the Opera (1943) - Vercheres
- Whistling in Brooklyn (1943) - Whitey
- Meet the People (1944) - Uncle Felix
- The Mask of Dimitrios (1944) - Karel Bulic
- The Seventh Cross (1944) - Dr. Loewenstein
- Resisting Enemy Interrogation (1944) - Dr. Victor Münz - Camp Doctor (uncredited)
- In Society (1944) - Baron Sergei
- The Conspirators (1944) - Dr. Schmitt
- Hotel Berlin (1945) - Kleibert
- Tarzan and the Amazons (1945) - Brenner
- Spellbound (1945) - Dr. Graff
- The Crimson Canary (1945) - Vic Miller
- Mexicana (1945) - Laredo
- Cornered (1945) - Señor Tomas Camargo
- Deadline at Dawn (1946) - Edward Honig
- Gilda (1946) - Uncle Pio
- So Dark the Night (1946) - Henri Cassin
- Blondie Knows Best (1946) - Dr. Schmidt
- The Return of Monte Cristo (1946) - Bombelles
- The Unfaithful (1947) - Martin Barrow
- Blind Spot (1947) - Lloyd Harrison
- Mr. District Attorney (1947) - Berotti
- Gunfighters (1947) - Jose - aka Uncle Joe
- When a Girl's Beautiful (1947) - Stacy Dorn
- The Crime Doctor's Gamble (1947) - Jules Daudet
- I Love Trouble (1948) - Keller
- Port Said (1948) - Alexis Tacca
- The Dark Past (1948) - Prof. Fred Linder
- Ladies of the Chorus (1948) - Salisbury
- The Lone Wolf and His Lady (1949) - Mynher Van Groot
- El Paso (1949) - Mexican Joe
- Sky Liner (1949) - Bokejian
- Once More, My Darling (1949) - Kalzac
- Holiday in Havana (1949) - Lopez
- Tell It to the Judge (1949) - Francois, Headwaiter (uncredited)
- Under My Skin (1950) - Bartender (uncredited)
- Harbor of Missing Men (1950) - Captain Corcoris
- Beware of Blondie (1950) - Matre'd Coq D'or (uncredited)
- In a Lonely Place (1950) - Paul, Headwaiter
- The Second Woman (1950) - Balthazar Jones
- A Lady Without Passport (1950) - Frenchman, Palinov's Tout
- Woman on the Run (1950) - Dr. Hohler
- All About Eve (1950) - Captain of Waiters
- Pygmy Island (1950) - Leon Marko
- Target Unknown (1951) - Jean
- I Can Get It for You Wholesale (1951) - Bettini (uncredited)
- The House on Telegraph Hill (1951) - Dr. Burkhardt
- Savage Drums (1951) - Borodoff
- Little Egypt (1951) - Pasha
- My Favorite Spy (1951) - Croupier (uncredited)
- Lady Possessed (1952) - Dr. Stepanek
- Bal Tabarin (1952) - Inspector Manet
- Affair in Trinidad (1952) - Wittol
- The Big Sky (1952) - 'Frenchy' Jourdonnais
- O. Henry's Full House (1952) - Boris Radolf (segment "The Last Leaf") (uncredited)
- Night Without Sleep (1952) - George (uncredited)
- Tonight We Sing (1953) - Prager
- The Story of Three Loves (1953) - Legay (segment "Equilibrium") (uncredited)
- Call Me Madam (1953) - Prime Minister Sebastian
- Gentlemen Prefer Blondes (1953) - Hotel Manager
- The Golden Blade (1953) - Barcus
- The Royal African Rifles (1953) - Van Stede
- The French Line (1953) - François, Ship Steward
- The Great Diamond Robbery (1954) - Van Goosen
- Paris Playboys (1954) - Dr. Gaspard
- Knock on Wood (1954) - Dr. Kreuger
- Tobor the Great (1954) - The Foreign Spy-Chief
- New York Confidential (1955) - Morris Franklin
- A Bullet for Joey (1955) - Raphael Garcia
- Daddy Long Legs (1955) - Emile (uncredited)
- To Catch a Thief (1955) - Hotel Desk Clerk (uncredited)
- Kiss of Fire (1955) - Ship Captain Bellon
- Artists and Models (1955) - Kurt's Associate (uncredited)
- The Adventures of Fu Manchu (1956) - Otto Helgaard
- The Birds and the Bees (1956) - Bartender (uncredited)
- Adventures of Superman (1956, TV series, Episode: The Deadly Rock) - Professor Van Wick
- Attack (1956) - Otto - German NCO
- Stagecoach to Fury (1956) - Nichols
- The Gift of Love (1958) - Toy Shop Owner (uncredited)
- A Certain Smile (1958) - Denis
- Verboten! (1959) - Mayor (Burghermeister) of Rothbach
- Count Your Blessings (1959) - Guide
- The Real McCoys (1962, TV Series, Episode: The Diamond Ring) - Mr. Schneider
- Perry Mason (1962, TV Series) - Franz Moray
- Bonanza (1962, TV Series) - Alexander Dubois ("The Dowry")
- Dime with a Halo (1963) - Priest
- The Evil of Frankenstein (1964) - Dr. Sergado (additional sequence: US) (uncredited)
- Wild and Wonderful (1964) - Bartender
- Ship of Fools (1965) - Steward aboard Vera (uncredited)
- Our Man Flint (1966) - Israeli Diplomat (uncredited)
- Jesse James Meets Frankenstein's Daughter (1966) - Dr. Rudolph Frankenstein
- The Swinger (1966) - Man with Fish (final film role)
- The Dick Van Dyke Show (1966, TV Series) - Mr. Gerard ("The Man from My Uncle")